# Seven Mary Three
Seven Mary Three, ibland förkortat 7M3 eller 7Mary3, är ett amerikanskt rockband inom grungegenren. Bandet bildades 1992 i Williamsburg i Virginia. De har släppt sju studioalbum. Till gruppens mest kända låtar hör "Cumbersome", "Water's Edge" och "Wait".

## Historia
Seven Mary Three bildades 1992 när Jason Ross och Jason Pollock möttes i Williamsburg. Från början skrev både Ross och Pollock texterna och de uppträdde med Ross som sångare och Pollock som gitarrist. Senare anslöt sig trummisen Giti Khalsa och basisten Casey Daniel till bandet, och de spelade på caféer och klubbar i sydöstra USA.

### Gruppnamnets ursprung
Gruppens namn tolkas ofta på många sätt. Felaktiga spekulationer refererar till någonting medeltida - att det har att göra med de sju dödssynderna, jungfru Maria, och treenigheten, vilket förkortat skulle bli 7M3. 
Enligt bandmedlemmarna själva kom de på namnet en dag när de satt och tittade på 1970-talsserien CHiPs på TV—'7 Mary 3' var anropsnamnet för Officer Jon Baker.

## Framgångar

### Regional succé
1994 släppte de sitt första album Churn som de spelade in själva i garaget. Churn ledde bandet till en FM-rockstation i Orlando, Florida. Där spelades några av deras låtar från albumet, bland annat den framtida hitlåten "Cumbersome" Efter denna minisuccé flyttade bandet till Orlando där de fortsatte att utöka sin bas av fans. Denna regionala succé fångade snart de stora skivbolagens uppmärksamhet. Bandet skrev på ett kontrakt med Mammoth och spelade in låtarna på Churn, plus två nya låtar.

### American Standard
1995 gav de ut det mycket framgångsrika albumet American Standard. Bara sju månader efter det albumet släpptes uppnådde det platinastatus (en miljon sålda skivor). Denna bedrift kan till stor del tillskrivas succén av "Cumbersome" som blev en Top 40-hit, och "Water's Edge" 
Bandet skrev sedan på för Atlantic Records och släppte 1997 albumet Rock Crown. Det nådde #75 på the Billboard 200 men blev inte riktigt samma stora succé som dess föregångare. Året efter släppte de albumet Orange Ave. Det hamnade avsevärt lägre på listorna fastän dess hit "Over Your Shoulder" blev omtyckt. Sommaren 2001 återvände Seven Mary Three till Mammoth Records och släppte albumet The Economy of Sound. Det inkluderar hit-låten "Wait" som nådde sjunde plats på Hot Mainstream Rock Tracks och är bland de högst ansedda låtarna av Seven Mary Three.
Gruppen bytte återigen skivbolag till DRT Entertainment och släppte 2004 albumet Dis/Location, sitt sjätte studioalbum. Det blev ett stort misslyckande. Fyra år senare bevisade Seven Mary Three sin förmåga att kunna resa sig igen genom att presentera ett sjunde album, Day & Nightdriving utgivet av Bellum Records.

## Medlemmar

### Senaste medlemmar
- Jason Ross – sång, gitarr (1992–2012)
- Casey Daniel – basgitarr (1992–2012)
- Thomas Juliano – gitarr (1998–2012)
- Mike Levesque – trummor (2006–2012)

### Tidigare medlemmar
- Jason Pollock – gitarr (1992–1998)
- Giti Khalsa – trummor (1992–2006)

## Diskografi

### Album
| Titel                | Releasedatum     | Skivbolag         |
| -------------------- | ---------------- | ----------------- |
| Churn                | 1994             | 5 Spot Records    |
| American Standard    | 5 september 1995 | Mammoth Records   |
| Rock Crown           | 3 juni 1997      | Atlantic Records  |
| Orange Ave           | 14 juli 1998     | Atlantic Records  |
| The Economy of Sound | 5 juni 2001      | Mammoth Records   |
| Dis/Location         | 11 maj 2004      | DRT Entertainment |
| Day & Nightdriving   | 19 februari 2008 | Bellum Records    |

### Singlar
| År   | Titel                 | Album                |
| ---- | --------------------- | -------------------- |
| 1996 | "Cumbersome"          | American Standard    |
| 1996 | "Water's Edge"        | American Standard    |
| 1996 | "My, My"              | American Standard    |
| 1997 | "RockCrown"           | Rock Crown           |
| 1997 | "Make Up Your Mind"   | Rock Crown           |
| 1997 | "Lucky"               | Rock Crown           |
| 1998 | "Over Your Shoulder"  | Orange Ave           |
| 1998 | "Each Little Mystery" | Orange Ave           |
| 2001 | "Wait"                | The Economy of Sound |
| 2001 | "Sleepwalking"        | The Economy of Sound |
| 2004 | "Without You Feels"   | Dis/Location         |
| 2008 | "Last Kiss"           | Day & Nightdriving   |